# Opération Scherhorn

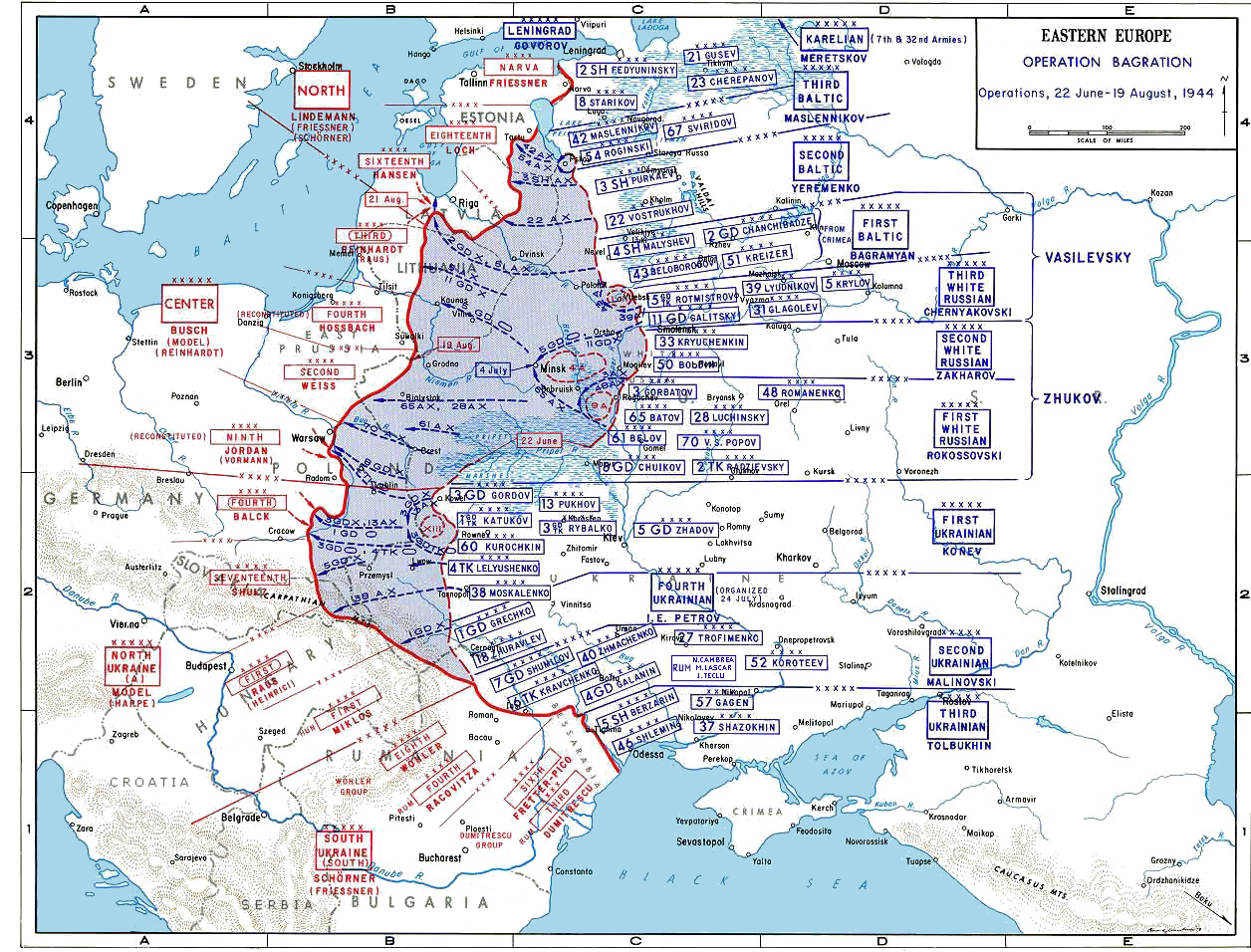
La situation du Front Est en août 1944

L'opération Scherhorn (selon les termes anglophones) ou opération Berezino (selon les termes russes) est une opération de désinformation de grande ampleur organisée par les Soviétiques d'août 1944 à avril 1945, tendant à faire croire à la Wehrmacht et à l'Abwehr qu'une armée allemande, sous les ordres du lieutenant-colonel Heinrich Scherhorn, était située derrière les lignes de l'Armée rouge, et que cette armée avait la possibilité de porter des attaques importantes contre les lignes arrière soviétiques. Le but était que les Allemands portent secours à cette armée illusoire, en retirant certaines de leurs troupes et de leurs moyens matériels des autres fronts, ainsi affaiblis.
Cette opération secrète a été, selon Pavel Soudoplatov qui a été chargé de la mettre en œuvre sur les consignes de Staline et Mikhail Maklyarsky, couronnée d'un total succès.